# Кузнецов, Пётр Ефимович
Пётр Ефи́мович Кузнецо́в (1917—1976) — младший лейтенант Рабоче-крестьянской Красной Армии, участник Великой Отечественной войны, Герой Советского Союза (1944), лишён всех званий и наград в связи с осуждением.

## Биография
Родился 15 февраля 1917 года в посёлке Караганка (ныне — Ашинский район Челябинской области). Получил начальное образование.
В июне 1941 года был призван в Рабоче-крестьянскую Красную Армию Ошским городским военным комиссариатом Киргизской ССР. С декабря 1941 года — на фронтах Великой Отечественной войны. Принимал участие в боевых действиях на Западном, Брянском, Воронежском и 1-м Украинском фронтах, был дважды ранен. В 1943 году вступил в ВКП(б).
В новогоднюю ночь 1942 года в составе разведывательной группе в районе села Скляево Землянского района Воронежской области сержант Кузнецов сумел захватить немецкого офицера и доставить его в расположение своего подразделения, за что был награждён медалью «За отвагу». Весной-летом 1943 года в районе села Битица Сумской области Украинской ССР дважды отличился, участвуя в выполнении заданий командования, приводя «языков». В ночь на 30 апреля 1943 года группа под командованием Петра Кузнецова взорвала склад боеприпасов, дзот. Потери противника во время этого рейда составили 11 человек убитыми, 1 пленным. За это был награждён орденом Красной Звезды. В ночь на 6 июля его группа вновь совершила рейд на немецкие позиции, уничтожила дзот и станковый пулемёт, а также 4 немецких солдата, и захватила «языка», за что был награждён орденом Отечественной войны II степени.
Отличился осенью 1943 года во время битвы за Днепр и освобождении Киева. В ночь с 26 на 27 октября 1943 года в районе села Вышгород (ныне — одноимённый город в Киевской области) через Днепр переправилась группа разведчиков старшего лейтенанта Колонова, в составе которой был и Пётр Кузнецов. Группа проникла в тыл немецких войск и в течение нескольких часов наблюдала за их перемещениями.
28 октября 520-й стрелковый полк, к которому относилась разведгруппа Колонова, переправился через Днепр. Разведчики приняли участие в боях за Вышгород. Им удалось захватить миномёты, уничтожив всю их обслугу, а затем, развернув их, открыть огонь по немецким позициям, что привело противника в замешательство и заставило отступить. Захваченные миномёты были доставлены в часть. В ноябре 1943 года принял участие в боях за освобождение Киева.
Указом Президиума Верховного Совета СССР «О присвоении звания Героя Советского Союза генералам, офицерскому, сержантскому и рядовому составу Красной Армии» от 10 января 1944 года за «образцовое выполнение боевых заданий командования на фронте борьбы с немецко-фашистскими захватчиками и проявленные при этом отвагу и геройство» был удостоен высокого звания Героя Советского Союза с вручением ордена Ленина и медали «Золотая Звезда» за номером 2452.
С апреля 1944 года был командиром взвода пешей разведки в 520-м стрелковом полку в звании младшего лейтенанта. В июле 1944 года получил ранение, после чего до октября лечился в госпитале в Сумах. После этого на фронт не вернулся, находился в резерве Харьковского военного округа. После окончания войны служил дежурным помощником военного коменданта военной комендатуры № 2 города Бреслау (ныне — Вроцлав, Польша) в составе Северной группы войск. 30 сентября 1945 года был уволен в запас по состоянию здоровья.
После увольнения проживал в Сумах, работал начальником охраны на сахарном заводе в Краснопольском районе Сумской области. На этой должности во время конфликта с директором завода, пренебрежительно отозвавшимся о фронтовиках и, в частности, о наградах Петра Кузнецова, открыл по нему огонь из именного пистолета. Сделал три выстрела, повлекшие смерть его обидчика. За совершение умышленного убийства в 1947 году был приговорён к 10 годам лишения свободы. 5 июля 1951 года указом Президиума Верховного Совета СССР был лишён всех званий и наград.
Освободился в 1954 году, поселился в селе Верхняя Тойма Архангельской области, где работал рабочим, истопником на Верхне-Тоемском сплавучастке. Неоднократно подавал ходатайства о восстановлении в звании Героя, но получал отказ. В 1976 году вышел на пенсию, переехал в Сумскую область, жил в городе Конотоп. Умер 24 августа 1976 года. Похоронен на кладбище села Мельня.